# Hieracium nivaense
Hieracium nivaense es una especie de planta con flor del género Hieracium, de la familia Asteraceae, orden Asterales.

## Distribución
Hieracium nivaense se distribuye por Rusia.

## Taxonomía
Fue descrita científicamente por Schljakov.